# 斯氏海滨沙鹀
斯氏海濱沙鵐（學名：Ammospiza maritima peninsulae）是海濱沙鵐（Ammospiza maritima）的亞種，本種起初被認為是獨立的物種，後來重新分類為海濱沙鵐的亞種。
分布於美國墨西哥灣的佛羅里達西北部、帕斯科郡到阿巴拉契灣、聖喬治島和聖文森特島。它們的族群數量不明。
本亞種的近親為已滅絕的亞種暗色海濱沙鵐（Ammodramus maritimus nigrescens），曾用於跟暗色海濱沙鵐混種。